# أزمة البيزو المكسيكي
كانت أزمة البيزو المكسيكي أزمة عملة، نشأت بسبب انخفاض مفاجئ لقيمة العملة المكسيكية (البيزو) مقابل الدولار الأمريكي في ديسمبر 1994، والتي أصبحت واحدة من أولى الأزمات المالية الدولية التي أشعلها هروب رؤوس الأموال.
خلال الانتخابات الرئاسية عام 1994، بدأت الإدارة الحالية سياسة مالية ونقدية توسعية. بينما بدأت وزارة الخزانة المكسيكية في تحرير عقود دين قصيرة الأجل بالعملة المحلية مع سداد مضمون للمبلغ بالدولار الأمريكي، وذلك لجذب المستثمرين الأجانب. تمتعت المكسيك بثقة المستثمرين ووصول جديد إلى رأس المال الدولي، بعد توقيعها اتفاقية التجارة الحرة لأمريكا الشمالية. ومع ذلك، أدت الانتفاضة العنيفة في ولاية تشياباس، وكذلك اغتيال المرشح الرئاسي لويس دونالدو كولوسيو، إلى عدم الاستقرار السياسي، ما تسبب في زيادة تعرض المستثمرين للمخاطر. ردًا على ذلك، تدخل البنك المركزي المكسيكي في أسواق العملات الأجنبية للحفاظ على ربط البيزو المكسيكي بالدولار الأمريكي عن طريق إصدار الدين العام المقوم بالدولار لشراء بيزو. تسببت قوة البيزو في زيادة الطلب على الواردات في المكسيك، ما أدى إلى عجز تجاري. أدرك المضاربون في البورصة، مدى ارتفاع قيمة البيزو وبدأ رأس المال في التدفق من المكسيك إلى الولايات المتحدة، ما زاد من انخفاض طلب السوق على البيزو.
اشترت المكسيك تحت ضغوط الانتخابات، سندات الخزانة الخاصة بها للحفاظ على معروض النقد المتداول وتجنب ارتفاع أسعار الفائدة، ما قلل من احتياطيات البنك لعملة الدولار. داعمة العرض النقدي من خلال شراء المزيد من الديون المقومة بالدولار، مُفتخرة في الوقت نفسه بهذه الديون التي استنزفت احتياطيات البنك بحلول نهاية عام 1994.
خفض البنك المركزي من قيمة البيزو في 20 ديسمبر 1994، وأدى خوف المستثمرين الأجانب إلى ارتفاع المخاطرة المنتظمة. لتثبيط هروب رأس المال الناتج، رفع البنك أسعار الفائدة، ولكن أضر ارتفاع تكاليف الاقتراض بالنمو الاقتصادي فقط. تخلفت المكسيك عن تسديد أقساطها المالية، وذلك لعدم قدرتها على بيع إصدارات جديدة من الدين العام أو شراء الدولار بدون التخفيض من قيمة البيزو. بعد ذلك بيومين، سمح البنك بتعويم البيزو، فاستمرت قيمته بعد ذلك في الانخفاض. شهد الاقتصاد المكسيكي تضخمًا اقتصاديًا بما يقارب 52%، وبدأت صناديق الاستثمار المُشتركة في تصفية الأسواق ذات الأصول المكسيكية، وكذلك جميع الأسواق الناشئة بشكل عام. امتدت التأثيرات الاقتصادية في المكسيك إلى الأوضاع الاقتصادية في آسيا وبقية أمريكا اللاتينية. نظمت الولايات المتحدة في يناير 1995، خطة إنقاذ للمكسيك بقيمة 50 مليار دولار، يديرها صندوق النقد الدولي بدعم من مجموعة الدول الصناعية السبع وبنك التسويات الدولية. في أعقاب هذه الأزمة، انهارت العديد من البنوك المكسيكية نظرًا لتخلفها عن سداد الرهن العقاري. شهد الاقتصاد المكسيكي ركودًا شديدًا وزادت نسب الفقر والبطالة.

## السلائف
مع كون عام 1994 هو السنة الأخيرة لحكمه الذي امتد لستة سنوات (ست سنوات التنفيذية هي الحد الأقصى لفترة حكم الرئيس المكسيكي)،  اختار الرئيس كارلوس ساليناس دي غورتاري آنذاك، لويس دونالدو كولوسيو ليكون المرشح الرئاسي للحزب الثوري المؤسساتي، للانتخابات العامة في المكسيك لعام 1994. وفقًا لتقاليد الحزب خلال سنوات الانتخابات، انغمس كارلوس ساليناس دي غورتاري بالفور في الإسراف والإنفاق غير المسجل وبدون حساب. نما عجز الحساب الجاري في المكسيك إلى ما يقرب من 7% من الناتج المحلي الإجمالي في نفس العام، وسمح كارلوس ساليناس دي غورتاري للأمانة المالية والائتمان العام ووزارة الخزانة في المكسيك، بإصدار سندات خزينة قصيرة الأجل مقومة بالبيزو، مع سداد مضمون بالدولار الأمريكي، سُمي «تيسوبونس». عرضت هذه الفواتير عائدًا أقل من سندات الخزانة التقليدية المقومة بالبيزو في المكسيك، والتي تسمى «سيتيس»، لكن كانت عائداتها المقومة بالدولار أكثر جاذبية للمستثمرين الأجانب. ارتفعت ثقة المستثمرين من بعد توقيع اتفاقية التجارة الحرة لأمريكا الشمالية.
عند بدء سريان اتفاقية التجارة الحرة لأمريكا الشمالية في 1 يناير 1994، تمتع كل من الشركات والحكومة المكسيكية، بمقدرة الوصول إلى رأس مال أجنبي جديد، وذلك بفضل المستثمرين الأجانب الذين يتوقون إلى إقراض المزيد من الأموال. لكن بدأت المفاهيم الدولية للمخاطر السياسية للمكسيك في التحول، عندما أعلن جيش زاباتيستا للتحرر الوطني، الحرب على الحكومة المكسيكية وتمرد تمردًا عنيفًا في تشياباس. كما تساءل المستثمرون عن حالة عدم اليقين والاستقرار للسياسيين في المكسيك عندما اغتيل المرشح الرئاسي للحزب الثوري المؤسسي لويس دونالدو كولوسيو أثناء حملته الانتخابية في تيخوانا في مارس 1994، فوُضعت علاوة مخاطرة على الأصول المالية المكسيكية. في البداية، لم يكن لعلاوة المخاطرة أي تأثير على قيمة البيزو، نظرًا لثبات سعر الصرف في المكسيك. حافظ البنك المركزي في المكسيك، «بنك المكسيك»، على قيمة البيزو من خلال ربط سعر الصرف بالدولار الأمريكي، مما سمح للبيزو في نطاق ضيق، بالارتفاع أو الانخفاض مقابل الدولار. لإنجاز هذا، يجب تدخل البنك المركزي بشكل متكرر في الأسواق المفتوحة وشراء أو بيع بيزو للحفاظ على ثبات الأسعار. تضمنت إستراتيجية تدخل البنك المركزي جزئيًا، إصدار صكوك جديدة قصيرة الأجل للدين العام، بالدولار الأمريكي. ثم استخدموا رأس المال المقترض لشراء بيزو في سوق صرف العملات الأجنبية، الأمر الذي تسبب بدوره في ارتفاع قيمة البيزو.
كان غرض البنك من تخفيض قيمة البيزو، الحماية من مخاطر التضخم المتمثلة في وجود عملة محلية أضعف بشكل ملحوظ، ولكن مع ارتفاع قيمة البيزو أكثر مما كان عليه، بدأ كل من الشركات التجارية والمستهلكون المحليون، في شراء المزيد من الواردات، فأصبحت المكسيك  تعاني من عجز تجاري كبير. أدرك المضاربون حينئذ، المبالغة الرهيبة والمصطنعة لقيمة البيزو، ما أدى إلى هروب رؤوس الأموال المضاربة، والذي عزز بدوره ضغط السوق لخفض قيمة البيزو. انصرف البنك المركزي المكسيكي عن السياسة المصرفية المركزية القياسية عندما ثبت قيمة البيزو مقابل الدولار في عام 1988. بدلاً من السماح لقاعدته النقدية بالتقلص وارتفاع أسعار الفائدة، اشترى البنك المركزي أذون الخزانة لدعم قاعدته النقدية ومنع ارتفاع أسعار الفائدة - خاصة أن عام 1994 هو عام الانتخابات. بالإضافة إلى ذلك، فقد أدت خدمة تيسوبونس المدفوعة بالعملة الأمريكية، إلى مزيد من الانخفاض في احتياطيات النقد الأجنبي للبنك المركزي. تمشيًا مع أزمة الاقتصاد الكلي التي تضحي فيها الدولة ذات سعر الصرف الثابت والتدفق الحر لرأس المال المالي بالسياسة النقدية، فقد تتسبب تدخلات البنك المركزي لإعادة تقييم البيزو  في تقلص عرض النقود في المكسيك (بدون ربط سعر الصرف، فمن المسموح لقيمة العملة بالانخفاض). بدأت احتياطيات البنك المركزي من النقد الأجنبي تتضاءل ونفدت  من الدولار الأمريكي بالكامل في ديسمبر 1994.

## الأزمة
أعلن الرئيس إرنيستو زيديلو المُنتخب حديثًا في 20 ديسمبر 1994، إلى  تخفيض البنك المركزي المكسيكي لقيمة البيزو بنسبة تتراوح بين 13% و 15%. دفع تخفيض قيمة البيزو وخاصة بعد الوعود السابقة بعدم القيام بذلك، إلى شك المستثمرين في السياسيين المكسيكيين والخوف من تخفيض قيمة العملة أكثر. تدفق المستثمرون على الاستثمارات الأجنبية ووضعوا مخاطر أعلى على الممتلكات المحلية. وضع ارتفاع المخاطر  ضغطًا إضافيًا في السوق على ارتفاع أسعار الفائدة المكسيكية بالإضافة إلى ضغط السوق لخفض قيمة البيزو المكسيكي.